# Sportjahr 1897
Liste der Sportjahre

◄◄ | ◄ | 1893 | 1894 | 1895 | 1896 | Sportjahr 1897 | 1898 | 1899 | 1900 | 1901 | ► | ►►

Weitere Ereignisse  · Motorsportjahr

## Ereignisse

### Alpinismus

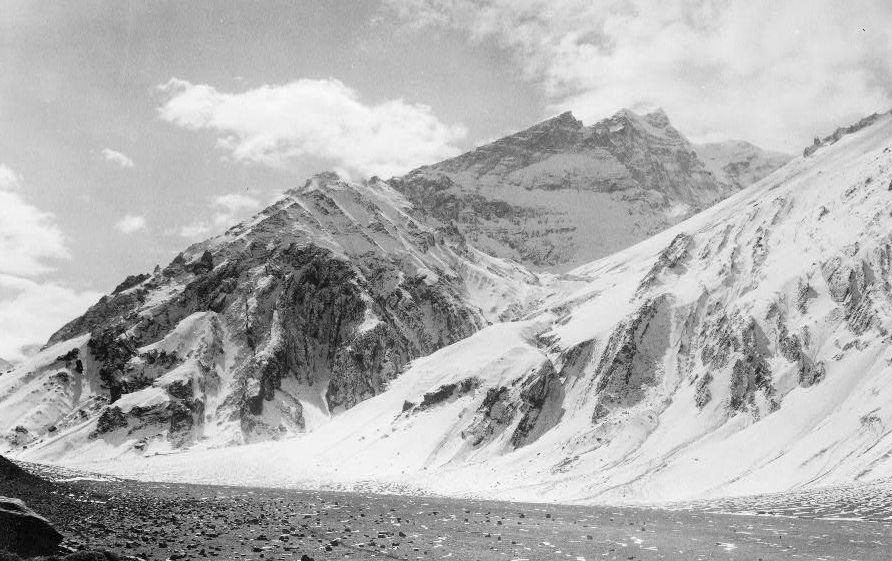
Historische Aufnahme des Aconcagua (zwischen 1890 und 1923)

- 14. Januar: Der Schweizer Bergsteiger Matthias Zurbriggen erreicht als erster Mensch den Gipfel des Aconcagua in 6961 Metern Höhe.

### Ballsportarten
- 8. Februar: Durch Bilden einer Fußballsektion wird der Budapesti Torna Club zum ersten Fußballverein Ungarns.
- 11. September: Der Verband Deutscher Ballspielvereine wird in Berlin als Alternative zum Deutschen Fußball- und Cricket Bund gegründet, in dem die internen Streitigkeiten eskaliert sind.
- 17. Oktober: In Karlsruhe wird der Verband Süddeutscher Fußball-Vereine gegründet.
- 14. Oktober: Der Wiener Athletiksport Club wird gegründet.
- 1. November: Der Fußballclub Juventus Turin wird gegründet. Eugenio Canfari wird erster Präsident des Vereins.
- Die Meisterschaft des Nordens in Berlin wird zum ersten und einzigen Mal ausgetragen.
- Acht Australian-Football-Mannschaften aus dem australischen Bundesstaat Victoria treten aus der Victorian Football Association aus und gründen die Victorian Football League.
- Der SC des Westens 1897 Berlin wird gegründet.

### Fechten

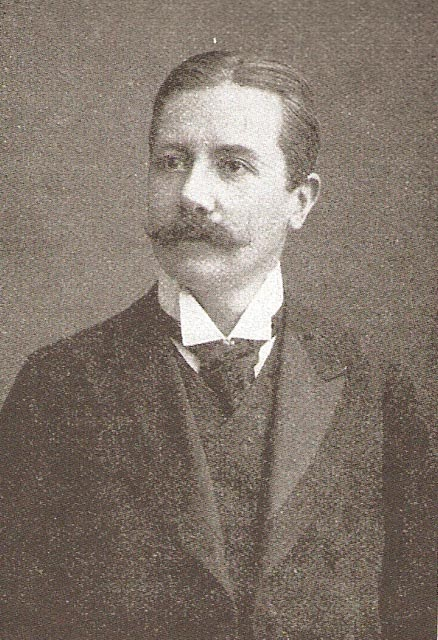
Willibald Gebhardt, der erste Vorsitzende des Deutschen und Österreichischen Fechterbundes

Abgeordnete aus 29 Fechtvereinen aus Deutschland und Österreich gründen am 7. März in Berlin den Deutschen Fechterbund. Willibald Gebhardt wird zum ersten Vorsitzenden gewählt. Die Aufnahme eines Arierparagraphen in die Statuten wird nur mit knapper Mehrheit abgelehnt. Um eine Spaltung des Fechtbundes zu vermeiden, wird dieser am zweiten Fechtertag in Dresden am 16./17. Oktober in Deutscher und Österreichischer Fechterbund (DÖFB) umbenannt. Im Juni werden die ersten vom DÖFB ausgerichteten Deutschen Fechtmeisterschaften in Wien ausgetragen.

### Leichtathletik
- 19. April: Der Boston-Marathon ist der erste außerhalb der Olympischen Spiele veranstaltete Marathonlauf im Sport. 15 Athleten gehen in Boston an den Start. John J. McDermott aus den USA ist der erste Sieger der neuen Veranstaltung.

### Motorsport
- 31. Januar: Das erste Bergrennen der Automobilgeschichte findet statt. Die Route führt von Nizza hinauf zum Bergdorf La Turbie. Die zurückzulegende Strecke beträgt ca. 17 km.

### Radsport

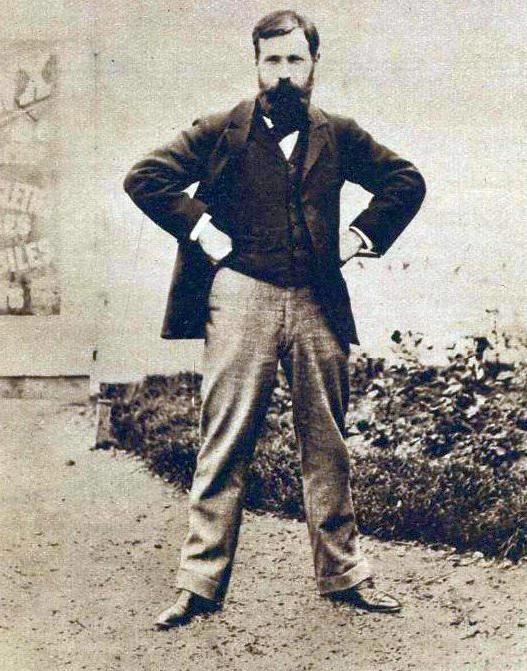
Henri Desgrange bei der Eröffnung des Parc des Princes

- 18. Juli: In Paris wird die Radrennbahn Stade vélodrome du Parc des Princes, das heutige Prinzenparkstadion, eröffnet. Henri Desgrange wird erster Direktor der Rennbahn.
- 30. Juli – 2. August: Bahn-Radweltmeisterschaften 1897

- Die Radrennbahn Friedenau wird errichtet und mit dem Rennen Großer Preis von Berlin eröffnet. Sieger bei dem Rennen wird Willy Arend.

### Rudern
- 3. April: Oxford besiegt Cambridge im Boat Race in 19′12″.

### Ringen
- Deutsche Ringermeisterschaften 1897

### Schach

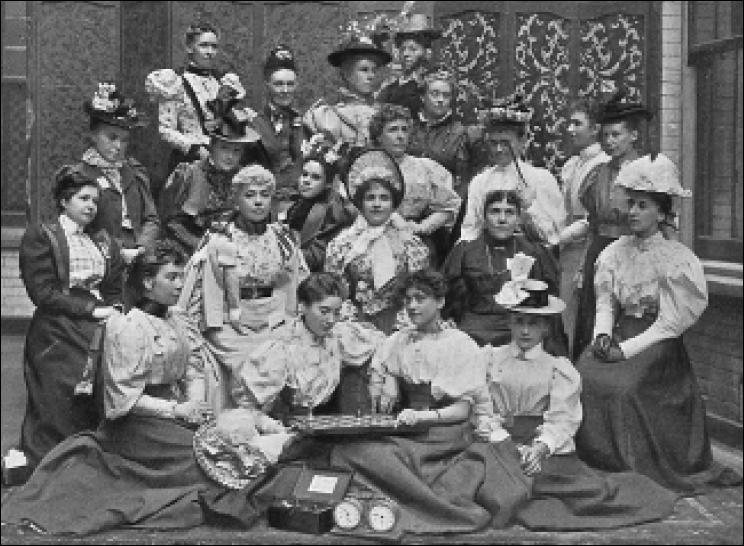
Die Teilnehmerinnen des ersten internationalen Damenturniers, London 1897

- 23. Juni: In London beginnt, organisiert von Rhoda Bowles, das erste internationale Schachturnier für Frauen. Das Turnier dauert bis zum 3. Juli. Siegerin ist die Engländerin Mary Rudge.
- Die Wiener Schachgesellschaft und der Neue Wiener Schach-Club fusionieren zum Wiener Schach-Club. Damit setzt in Wien eine Hochblüte des Schachspiels ein.

### Schwimmen
- Deutsche Schwimmmeisterschaften 1897

### Wintersport
- 7. Februar: Peder Østlund, Norwegen, läuft die 500 Meter Eisschnelllauf in Trondheim in 46,6 s.
- 13./14. Februar: Die Eiskunstlauf-Weltmeisterschaft 1897 in Stockholm gewinnt der Österreicher Gustav Hügel trotz einer Sehnenzerrung vor dem Schweden Ulrich Salchow und Johan Lefstad aus Norwegen.
- 14. Februar: Auf dem Halensee in Berlin findet das älteste verzeichnete Eishockeyspiel in Deutschland statt, der Akademische Sport Club Berlin gewinnt gegen eine Studentenmannschaft mit 11:4.
- Der Norweger Svein Sollid erreicht beim Skispringen auf dem Hegnibakken in Morgedal, Norwegen, 31,5 m.

### Vereinsgründungen und -umbenennungen
- 8. Februar: Durch Bilden einer Fußballsektion wird der Budapesti Torna Club zum ersten Fußballverein Ungarns.
- 7. März: Der schwedische Sportverein Hammarby Roddförening ändert seinen Namen in Hammarby IF, da hier neben Rudern auch andere Sportarten betrieben werden.
- 16. Juni: Der FuCC Cricket-Viktoria 1897 Magdeburg wird gegründet.
- 27. Oktober: Der chilenische Fußballverein CD Magallanes wird gegründet.
- Der finnische Sportverein Helsingfors IFK wird gegründet.

## Geboren

### Januar
- 01. Januar: Antoine Dubreil, französischer Autorennfahrer († 1982)
- 02. Januar: Jean Colbach, luxemburgischer Sprinter († 1957)
- 02. Januar: Olaf Ditlev-Simonsen, norwegischer Segler, Fußball- und Bandyspieler sowie Sportfunktionär († 1978)
- 03. Januar: Adiel Paananen, finnischer Skilangläufer († 1968)
- 03. Januar: Ernst Paulus, deutscher Leichtathlet († 1986)
- 08. Januar: Agostinho de Sá, brasilianischer Wasserballspieler († 1960)
- 10. Januar: Niels Kristian Nielsen, dänischer Turner († 1972)
- 13. Januar: Thoralf Strømstad, norwegischer Skisportler († 1984)
- 16. Januar: Väinö Penttala, finnischer Ringer († 1976)
- 17. Januar: Donald Marcus Kelway Marendaz, britischer Kampfflieger, Unternehmer, Automobilrennfahrer und Konstrukteur († 1988)
- 24. Januar: Angelo De Martini, italienischer Radrennfahrer († 1979)
- 26. Januar: Curt Sjöberg, schwedischer Turner († 1948)
- 28. Januar: Peder Dorf Pedersen, dänischer Turner († 1967)
- 30. Januar: Joop Carp, niederländischer Segler († 1962)

### Februar
- 01. Februar: Duke Osborn, US-amerikanischer American-Football-Spieler († 1976)
- 04. Februar: Jean-Baptiste Manhès, französischer Leichtathlet († 1963)
- 07. Februar: Antonio Cámpolo, uruguayischer Fußballspieler († 1959)
- 09. Februar: Hans Breitensträter, deutscher Schwergewichtsboxer († 1972)
- 10. Februar: Lars Hedwall, schwedischer Leichtathlet († 1969)
- 10. Februar: Enrique de Satrústegui, spanischer Tennisspieler († 1977)
- 12. Februar: Erwin Hoffstätter, deutscher Ruderer († 1975)
- 14. Februar: Cyril Coaffee, kanadischer Leichtathlet († 1945)
- 15. Februar: Carl Erhardt, britischer Eishockeyspieler, -trainer, -funktionär und -schiedsrichter († 1988)
- 17. Februar: Manuel Bravo, chilenischer Fußballspieler († 1974)
- 21. Februar: Paul Torchy, französischer Automobilrennfahrer († 1925)
- 25. Februar: Frans Möller, schwedischer Schwimmer († 1995)
- 28. Februar: Peder Møller, dänischer Turner († 1984)

### März
- 03. März: Jacques Haller, belgischer Ruderer († 1961)
- 06. März: Ethel Seymour, britische Turnerin († 1963)
- 07. März: Cornelius Erwin Righter, US-amerikanischer American-Football-, Basketball- und Rugby-Union-Spieler und Footballtrainer († 1985)
- 08. März: Verner Eklöf, finnischer Fußball- und Bandyspieler sowie Nordischer Kombinierer († 1955)
- 09. März: Zdeněk Heydušek, tschechischer Tischtennisspieler und -funktionär († 1973)
- 11. März: Cor Zegger, niederländischer Schwimmer († 1961)
- 14. März: Fritz Hünenberger, Schweizer Gewichtheber († 1976)
- 15. März: Erik Malmberg, schwedischer Ringer († 1964)
- 15. März: Jackson Scholz, US-amerikanischer Leichtathlet und Olympiasieger († 1986)
- 16. März: Józef Lange, polnischer Radrennfahrer († 1972)
- 16. März: Leslie Savage, britischer Schwimmer und Wasserballspieler († 1979)
- 17. März: Silas McLellan, kanadischer Leichtathlet († 1974)
- 22. März: Ferruccio Novo, italienischer Fußballtrainer und -funktionär († 1974)
- 26. März: Sigge Lindberg, schwedischer Fußballtorhüter († 1977)
- 27. März: Cyril Slater, kanadischer Eishockeyspieler († 1969)
- 28. März: Ignatius Gronkowski, US-amerikanischer Radrennfahrer († 1981)
- 28. März: Sepp Herberger, deutscher Fußballspieler und -trainer († 1977)
- 28. März: Tillie Voss, US-amerikanischer American-Football-Spieler († 1975)
- 28. März: Jerzy Zabielski, polnischer Säbelfechter († 1958)
- 30. März: Martin Hindorff, schwedischer Segler († 1969)

### April
- 05. April: Frede Hansen, dänischer Turner († 1979)
- 07. April: Albert Hulsebosch, US-amerikanischer Leichtathlet († 1982)
- 12. April: Raymond Coulter, US-amerikanischer Sportschütze († 1965)
- 18. April: Per-Erik Hedlund, schwedischer Skilangläufer († 1975)
- 20. April: Søren Sørensen, dänischer Turner († 1965)
- 21. April: Aage Walther, dänischer Turner († 1961)
- 23. April: Folke Jansson, schwedischer Leichtathlet († 1965)
- 24. April: Ernst Gerspach, Schweizer Zehnkämpfer († 1974)
- 26. April: Edward Eagan, US-amerikanischer Sportler († 1967)
- 000April: Charles Jenny, Schweizer Bobfahrer († unbekannt)

### Mai
- 01. Mai: Georges Berger, französischer Turner († 1952)
- 01. Mai: Lauritz Schmidt, norwegischer Segler († 1970)
- 01. Mai: Philippe Van Volckxsom, belgischer Eishockeyspieler, Eisschnellläufer und Ruderer († 1939)
- 02. Mai: Anthonij Guépin, niederländischer Segler († 1964)
- 02. Mai: Malcolm Nokes, britischer Leichtathlet († 1986)
- 03. Mai: Simon Julen, Schweizer Skilangläufer († 1951)
- 06. Mai: Gunnar Holmberg, schwedischer Fußballspieler († 1975)
- 07. Mai: Walter Claus-Oehler, deutscher Fußballspieler († 1941)
- 10. Mai: Henri Dulieux, französischer Fechter († 1982)
- 10. Mai: Harald Stenerud, norwegischer Leichtathlet († 1976)
- 12. Mai: Joe Little Twig, US-amerikanischer American-Football-Spieler († 1939)
- 15. Mai: Henry Kaltenbrunn, südafrikanischer Radrennfahrer († 1971)
- 15. Mai: Anton Olsen, norwegischer Sportschütze († 1968)
- 16. Mai: Émile Hamilius, luxemburgischer Fußballspieler und Sportfunktionär († 1971)
- 16. Mai: Roberts Plūme, lettischer Radrennfahrer, Skilangläufer und Sportfunktionär († 1956)
- 18. Mai: Edgard Colle, belgischer Schachmeister († 1932)
- 19. Mai: Everett Bradley, US-amerikanischer Leichtathlet († 1969)
- 20. Mai: Oswald Thomsen, deutscher Regattasegler († 1986)
- 23. Mai: Fausto Acke, schwedischer Turner († 1967)
- 23. Mai: Jimmie Guthrie, britischer Motorradrennfahrer († 1937)
- 25. Mai: Gene Tunney, US-amerikanischer Boxer und Schwergewichts-Weltmeister († 1978)
- 27. Mai: Henrik Sørensen, dänischer Langstreckenläufer († 1976)
- 27. Mai: Dink Templeton, US-amerikanischer Rugby-Union-Spieler, Leichtathlet und Leichtathletiktrainer († 1962)
- 28. Mai: Bruno Boche, deutscher Hockeyspieler († 1972)
- 30. Mai: Arnold Bögli, Schweizer Ringer und Schwinger († unbekannt)
- 30. Mai: Milada Skrbková, tschechoslowakische Tennisspielerin († 1935)

### Juni
- 01. Juni: Erik Bohlin, schwedischer Rad- und Motorradrennfahrer († 1977)
- 01. Juni: Bengt Morberg, schwedischer Turner († 1968)
- 02. Juni: Paul Schmiedlin, Schweizer Fußballspieler und Leichtathlet († 1981)
- 08. Juni: Domien Jacob, belgischer Turner († 1984)
- 09. Juni: Kees Pijl, niederländischer Fußballspieler († 1976)
- 12. Juni: Percy Bryant, US-amerikanischer Bobfahrer († 1960)
- 12. Juni: Erik Eriksson, finnischer Leichtathlet († 1975)
- 13. Juni: Erkki Kämäräinen, finnischer Skilangläufer († 1964)
- 13. Juni: Paavo Nurmi, finnischer Leichtathlet († 1973)
- 16. Juni: Ber Groosjohan, niederländischer Fußballspieler († 1971)
- 17. Juni: Ferdinando Mandrini, italienischer Turner († 1980)
- 18. Juni: Martti Marttelin, finnischer Leichtathlet († 1940)
- 20. Juni: George Eyston, britischer Ingenieur, Rekord- und Automobilrennfahrer († 1978)
- 22. Juni: Frands Faber, dänischer Hockeyspieler († 1933)
- 27. Juni: Russ Method, US-amerikanischer American-Football-Spieler († 1971)
- 28. Juni: André Dubonnet, französischer Militärpilot, Sportler, Automobilrennfahrer, Unternehmer und Erfinder († 1980)
- 30. Juni: Mezzi Andreossi, Schweizer Eishockeyspieler († 1958)

### Juli
- 01. Juli: Gheorghe Benția, rumänischer Rugbyspieler († unbekannt)
- 01. Juli: Charles Mulder, belgischer Bobfahrer († 1953)
- 01. Juli: Albert Schneider, kanadischer Boxer († 1986)
- 05. Juli: Åke Häger, schwedischer Turner († 1968)
- 06. Juli: Charles Gorman, kanadischer Eisschnellläufer († 1940)
- 10. Juli: Edwin Graves, US-amerikanischer Ruderer († 1986)
- 13. Juli: Wilhelm Braun, deutscher Skilangläufer († 1969)
- 15. Juli: Arne Jørgensen, dänischer Turner († 1989)
- 19. Juli: Lini Söhnchen, deutsche Wasserspringerin († 1978)
- 25. Juli: Gösta Bengtsson, schwedischer Segler († 1984)
- 27. Juli: Adolfo Baloncieri, italienischer Fußballspieler und -trainer († 1986)
- 28. Juli: Charles Finn, US-amerikanischer Wasserballspieler († 1974)
- 28. Juli: Henryk Reyman, polnischer Fußballspieler und -trainer († 1963)
- 29. Juli: Eric Sundblad, schwedischer Leichtathlet († 1983)

### August
- 01. August: Héctor Méndez, argentinischer Boxer († 1977)
- 02. August: Rudolf Schleicher, deutscher Ingenieur und Motorradrennfahrer († 1989)
- 07. August: Albert Sprott, US-amerikanischer Leichtathlet († 1951)
- 10. August: Edward Gourdin, US-amerikanischer Leichtathlet und Jurist († 1966)
- 14. August: József Fogl, ungarischer Fußballspieler († 1971)
- 17. August: Erik Charpentier, schwedischer Turner und Leichtathlet († 1978)
- 17. August: Jean Vaurez, französischer Autorennfahrer († 1981)
- 18. August: Ulrich Lederer, österreichischer Fußball-, Bandy- und Eishockeyspieler, Leichtathlet und Ringer († 1969)
- 19. August: Ilse Thouret, deutsche Motorrad- und Automobilrennfahrerin, Sportlerin sowie Sportjournalistin († 1969)
- 22. August: Josef Jabor, tschechoslowakischer Ruderer († unbekannt)
- 27. August: Mario Lertora, italienischer Turner († 1939)
- 28. August: Hendrika van Rumt, niederländische Turnerin († 1985)

### September
- 01. September: Emy Machnow, schwedische Schwimmerin († 1974)
- 03. September: Henri Quintric, französischer Leichtathlet († 1955)
- 08. September: Georg Hoerger, deutscher Leichtathlet († 1975)
- 09. September: Muriel Freeman, britische Fechterin († 1980)
- 12. September: Albert Wyckmans, belgischer Radrennfahrer († 1995)
- 16. September: Wacław Kuchar, polnischer Sportler († 1981)
- 17. September: Rudolf Ramseyer, Schweizer Fußballspieler († 1943)
- 21. September: Harold Kruger, US-amerikanischer Schwimmer und Stuntman († 1965)
- 22. September: Kalle Westerlund, finnischer Ringer († 1972)
- 26. September: Robert Pache, Schweizer Fußballspieler und -trainer († 1974)
- 30. September: Bengt Bengtsson, schwedischer Turner († 1977)

### Oktober
- 02. Oktober: François Claessens, belgischer Turner († 1971)
- 07. Oktober: Ruggero Ferrario, italienischer Radrennfahrer († 1976)
- 09. Oktober: Albin Jansson, schwedischer Eishockeyspieler († 1985)
- 12. Oktober: Otto Montag, deutscher Fußballspieler († 1973)
- 13. Oktober: Gunnar Jansson, schwedischer Leichtathlet († 1953)
- 14. Oktober: Harald Strøm, norwegischer Eisschnellläufer und Fußballspieler († 1977)
- 17. Oktober: Oskar Olsen, norwegischer Eisschnellläufer († 1956)
- 20. Oktober: Denis Black, britischer Leichtathlet († 1973)
- 20. Oktober: Karel Buchta, tschechoslowakischer Skisportler († 1959)
- 20. Oktober: Agostino Frassinetti, italienischer Schwimmer († 1967)
- 20. Oktober: Ernest Lespinasse, französischer Turner († 1927)
- 20. Oktober: Edward Moore, US-amerikanischer Ruderer († 1968)
- 21. Oktober: Alphonse Lacroix, US-amerikanischer Eishockeyspieler († 1973)
- 26. Oktober: Hans Granfelt, schwedischer Fechter und Leichtathlet († 1963)
- 26. Oktober: Bill Harris, US-amerikanischer Schwimmer († 1961)
- 28. Oktober: Thomas Student, deutscher Fußballspieler († 1976)
- 31. Oktober: Pete Henry, US-amerikanischer American-Football-Spieler und -Trainer († 1952)
- 31. Oktober: Sigurd Moen, norwegischer Eisschnellläufer († 1967)

### November
- 02. November: Edmond Bimont, französischer Leichtathlet († 1964)
- 04. November: Charles Lacquehay, französischer Radrennfahrer († 1975)
- 07. November: Niels Møller, dänischer Segler († 1966)
- 11. November: Emil Kutterer, deutscher Fußballspieler († 1974)
- 12. November: Alfred Aufdenblatten, Schweizer Skilangläufer († 1975)
- 19. November: Bernhard Rein, estnischer Fußballspieler und -trainer († 1976)
- 24. November: Giorgio Santelli, italienischer Säbelfechter und Fechttrainer († 1985)
- 24. November: Dorothy Shepherd-Barron, britische Tennisspielerin († 1953)
- 30. November: Arturs Zeiberliņš, lettischer Radrennfahrer († 1963)

### Dezember
- 01. Dezember: Xaver Affentranger, Schweizer Skisportler († unbekannt)
- 05. Dezember: Ernst Zündorf, deutscher Motorradrennfahrer († 1964)
- 06. Dezember: Erik Burman, schwedischer Eishockeyspieler († 1985)
- 08. Dezember: José Navarro Morenes, spanischer Springreiter († 1974)
- 12. Dezember: Gerd Strantzen, deutscher Hockeyspieler († 1958)
- 13. Dezember: István Donogán, ungarischer Leichtathlet († 1966)
- 13. Dezember: Viktor Wigelbeyer, österreichischer Bobfahrer († 1969)
- 15. Dezember: Georg Brunner, deutscher Hockeytorhüter († 1959)
- 21. Dezember: Hans Eisenhut, Schweizer Bobfahrer († 1990)
- 22. Dezember: Josip Kosmatin, jugoslawischer Radrennfahrer († 1961)
- 23. Dezember: René Borjas, uruguayischer Fußballspieler († 1931)
- 24. Dezember: Ville Pörhölä, finnischer Leichtathlet († 1964)
- 24. Dezember: Väinö Sipilä, finnischer Leichtathlet († 1987)
- 25. Dezember: Noël Delberghe, französischer Wasserballspieler († 1965)
- 29. Dezember: Anselm Ahlfors, finnischer Ringer († 1974)

### Datum unbekannt
- Émile Albrecht, Schweizer Ruderer († 1927)
- Nikolaos Baltatzis-Mavrokordatos, griechischer Wasserballspieler und Sportfunktionär († unbekannt)
- Margit Bernhardt, deutsche Eiskunstläuferin († unbekannt)
- James Hatton, britischer Leichtathlet († unbekannt)
- Antoine Rebetez, Schweizer Turner († 1980)
- Alejandro Vidal, chilenischer Radrennfahrer († unbekannt)
- James Walker, südafrikanischer Radrennfahrer († unbekannt)

## Gestorben
- 14. April: Émile Levassor, französischer Automobilpionier und -rennfahrer (* 1843)
- 18. Dezember: Choppy Warburton, britischer Langstreckenläufer, Radsportmanager und -trainer (* 1845)